# Pyrgulina edgarii
Pyrgulina edgarii är en snäckart som beskrevs av James Cosmo Melvill 1897. Pyrgulina edgarii ingår i släktet Pyrgulina och familjen Pyramidellidae. Inga underarter finns listade i Catalogue of Life.